# Vera Panova

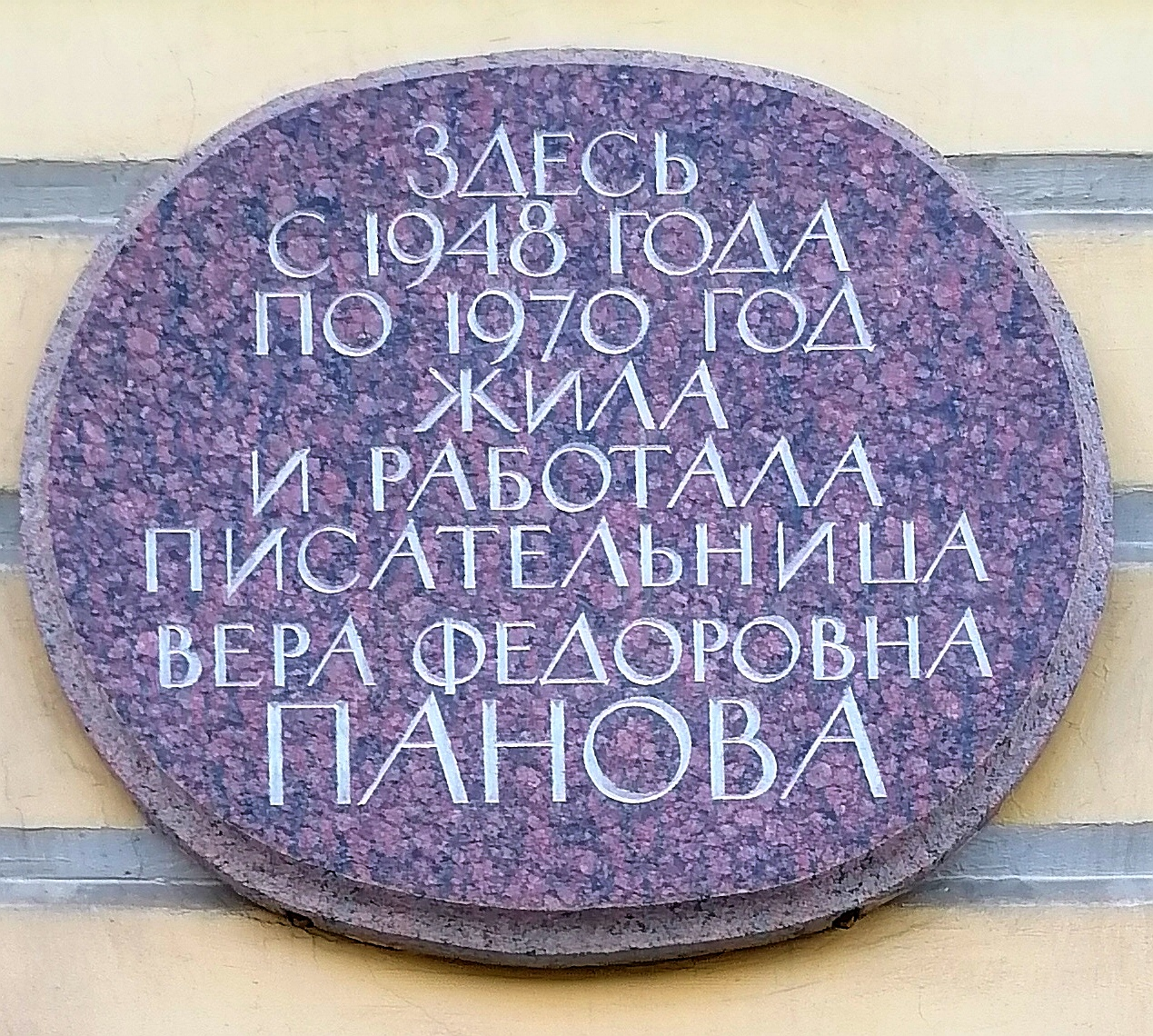
Gedenkplaat Vera Panova, St. Petersburg

Vera Fjodorovna Panova (Russisch: Вера Фёдоровна Панова) (Rostov aan de Don, 20 maart 1905 – Leningrad, 3 maart 1973) was een Russisch journaliste en schrijfster van verhalen, romans en scenario's.

## Leven
Na de dood van haar vader, een bankmedewerker, moest Panova op jonge leeftijd haar school verlaten. Op haar zeventiende begon ze met journalistiek werk. Tijdens de oorlog werd ze in Rusland journaliste, ook voor de radio.

## Werk
In 1953 schreef ze een van de in daarop volgende jaren meest bekritiseerde werken van de Sovjetliteratuur: Jaargetijden. De zich in één jaargetijde afspelende kroniek van twee families laat een onopgepoetst beeld zien van de communistische nomenklatoera in het begin van de jaren 50. Panova beschrijft openlijk, maar zonder een oordeel uit te spreken, de corruptie van dit milieu. De roman weerlegt impliciet de milieutheorie: de zoon van de voorbeeldige partijvrouw wordt een misdadiger.
Panova's verhaal Het wereldje van Serjozja (1955) gaat over een jongetje dat zichzelf, de mensen en de wereld om zich heen ontdekt. Een Nederlandse vertaling van dit boekje werd uitgegeven in de serie Russische Miniaturen van uitgeverij Van Oorschot.